# Doryopteris cordifolia
Doryopteris cordifolia là một loài thực vật có mạch trong họ Adiantaceae. Loài này được (Baker) Diels miêu tả khoa học đầu tiên năm 1899.